# باتريك فالك
باتريك فالك (بالألمانية: Patrick Falk)‏ (8 فبراير 1980 في ألمانيا - ) هو لاعب كرة قدم ألماني في مركز الوسط. شارك مع منتخب ألمانيا لكرة القدم تحت 18 سنة. أما مع النوادي، فقد لعب مع آينتراخت براونشفايغ وآينتراخت فرانكفورت وروت فايس أوبرهاوزن وساتشسين لايبزيغ وكيكرز أوفنباخ وSV Buchonia Flieden ‏.

## وصلات خارجية
- باتريك فالك على موقع قاعدة بيانات كرة القدم.إي يو (الإنجليزية)
- باتريك فالك على موقع بيانات كرة القدم. دي إي (الألمانية)
- باتريك فالك على موقع عالم كرة القدم.نت (الإنجليزية)